# 임진로
임진로(Imjin-ro)는 전북특별자치도 임실군 성수면 월평삼거리에서 진안군 진안읍 한국한방고등학교를 잇는 도로이다.

## 주요 경유지
전북특별자치도
- 임실군 (성수면) - 진안군 (백운면 - 마령면 - 진안읍)

## 노선
| 이름             | 접속 노선                 | 소재지                          | 소재지                                    | 비고                                     |
| ---------------- | ------------------------- | ------------------------------- | ----------------------------------------- | ---------------------------------------- |
| 월평삼거리       | 국도 제17호선 (춘향로)    | 임실군                          | 성수면                                    | 국도 제30호선 구간                       |
| 월평 교차로      | 국도 제17호선 (춘향로)    | 임실군                          | 성수면                                    | 국도 제30호선 구간                       |
| 평지삼거리       | 지방도 제721호선 (산성로) | 임실군                          | 성수면                                    | 국도 제30호선 구간                       |
| 대운재           |                           | 임실군                          | 성수면                                    | 국도 제30호선 구간                       |
|                  | 진안군                    | 백운면                          |                                           | 국도 제30호선 구간                       |
| 오정삼거리       | 진안군                    | 백운면                          | 지방도 제742호선 (성백로)                 | 국도 제30호선 구간 지방도 제742호선 구간 |
| 덕현삼거리       | 진안군                    | 백운면                          | 덕현로                                    | 국도 제30호선 구간 지방도 제742호선 구간 |
| 백운교           | 진안군                    | 백운면                          |                                           | 국도 제30호선 구간 지방도 제742호선 구간 |
| 동창 교차로      | 진안군                    | 백운면                          | 지방도 제742호선 (동남로)                 | 국도 제30호선 구간 지방도 제742호선 구간 |
| 백운1 교차로     | 진안군                    | 백운면                          | 국도 제30호선 (성수 ~ 진안간 도로)        | 국도 제30호선 구간                       |
| 백운3 교차로     | 진안군                    | 백운면                          | 국도 제30호선 (백운동로)                  | 국도 제30호선 구간                       |
| 평장1 교차로     | 진안군                    | 백운면                          | 술무지길                                  | 국도 제30호선 구간                       |
| 평장2 교차로     | 진안군                    | 백운면                          | 국도 제30호선 (성수 ~ 진안간 도로) 운계로 | 국도 제30호선 구간                       |
| 평장 교차로      | 진안군                    | 백운면                          | 지방도 제726호선 (운교 ~ 노촌간 도로)     |                                          |
| 평장3 교차로     | 진안군                    | 백운면                          | 국도 제30호선 (성수 ~ 진안간 도로) 가전길 | 국도 제30호선 구간                       |
| 정송 교차로      | 진안군                    | 백운면                          | 평가로                                    | 국도 제30호선 구간                       |
| 원평지 교차로    | 진안군                    | 운계로                          | 마령면                                    | 국도 제30호선 구간                       |
| 평지2 교차로     | 진안군                    | 국도 제30호선 (임진로)          | 마령면                                    | 국도 제30호선 구간                       |
| 마령 교차로      | 진안군                    | 국도 제30호선 (진무로) (서평로) | 마령면                                    |                                          |
| 강정 교차로      | 진안군                    | 지방도 제745호선 (관마로)       | 마령면                                    |                                          |
| 덕천교           | 진안군                    |                                 | 마령면                                    |                                          |
| 연장교           | 진안군                    |                                 | 진안읍                                    |                                          |
| 한국한방고등학교 | 진안군                    | 거북바위로                      | 진안읍                                    |                                          |

## 주요 시설및 건물
- 임진치안센터 (전북특별자치도 임실군 성수면 임진로 176)
- 성수초등학교 (전북특별자치도 임실군 성수면 임진로 189)
- 임실성수우체국 (전북특별자치도 임실군 성수면 임진로 204)
- 성수면 사무소 (전북특별자치도 임실군 성수면 임진로 213)
- 농협 임진농협 하나로마트 성수점 (전북특별자치도 임실군 성수면 임진로 222)
- 농협 임진농협 성수점 (전북특별자치도 임실군 성수면 임진로 222)
- SK에너지 백운주유소 (전북특별자치도 진안군 백운면 임진로 1267)
- 백운면 사무소 (전북특별자치도 진안군 백운면 임진로 1297)
- 백운중학교 (전북특별자치도 진안군 백운면 임진로 1298)
- 농협 백운농협주유소 (전북특별자치도 진안군 백운면 임진로 1305)
- 농협 백운농협 (전북특별자치도 진안군 백운면 임진로 1309)
- 농협 진안 백운농협 하나로마트 (전북특별자치도 진안군 백운면 임진로 1309)
- 진안백운우체국 (전북특별자치도 진안군 백운면 임진로 1322)
- 백운보건지소 (전북특별자치도 진안군 백운면 임진로 1346)
- 백운파출소 (전북특별자치도 진안군 백운면 임진로 1388)
- 백운초등학교 (전북특별자치도 진안군 백운면 임진로 1340-8)
- 마령고등학교 (전북특별자치도 진안군 마령면 임진로 2076)
- 마령중학교 (전북특별자치도 진안군 마령면 임진로 2086)
- 진안마령우체국 (전북특별자치도 진안군 마령면 임진로 2097)
- 마령파출소 (전북특별자치도 진안군 마령면 임진로 2100)
- 새마을금고 진안 새마을금고 마령지점 (전북특별자치도 진안군 마령면 임진로 2103)
- 농협 진안농협 하나로마트 마령점 (전북특별자치도 진안군 마령면 임진로 2110)
- 농협 진안농협 마령지점 (전북특별자치도 진안군 마령면 임진로 2110)
- 마령초등학교 (전북특별자치도 임실군 마령면 임진로 2122)
- 한국한방고등학교 (전북특별자치도 임실군 진안읍 임진로 2765)